# Liga del Sur (Bahía Blanca)
La Liga del Sur es una liga regional de fútbol de la provincia de Buenos Aires en la República Argentina, tiene su sede en calle 11 de Abril n.º 77 de la ciudad de Bahía Blanca, cabecera del partido homónimo.
La Liga fue fundada el 18 de junio de 1908, lo que la convierte en la más antigua fuera de la capital del país. Su jurisdicción comprende a los partidos de Bahía Blanca y Coronel Rosales, sus clubes fundadores fueron Argentino, Bahía Blanca, Estudiantes y Porteño. Su actual presidente es Fabián Diana.

## Formato
En 2019, con el cambio de presidente, se presumió que volvería al formato tradicional de Primera División y Promocional, para darle más emoción al torneo con ascensos y descensos en el ámbito local. Sin embargo, se descartó la idea y se pensó para un futuro.
La temporada comienza con la disputa del torneo Apertura, en el que los 15 clubes participantes (Rosario Puerto Belgrano, Olimpo, Liniers, Villa Mitre, Bella Vista, Sansinena, Libertad, Huracán, Comercial, Pacífico, Sporting, San Francisco, Pacífico de Cabildo, Tiro Federal y La Armonía) se medirán todos contra todos a una sola rueda para definir los 8 clasificados a los playoffs.
En los cuartos de final, los 4 primeros tendrán ventaja de localía y deportiva (avanzan con el empate).
Una vez finalizada la etapa regular, los enfrentamientos se armarán siempre dependiendo de la posición en la tabla. Si el N° 1 se queda con los playoffs, será el campeón del tramo. Si no, se medirá con el vencedor de los cruces, en cancha neutral, para definir al ganador del campeonato.
Esto se realizará tanto en el certamen Apertura (marzo a junio) como en el Clausura (de julio a octubre).
Se decidió que el Clausura de 2019 sea con dos grupos; el de los clasificados a playoffs en el Apertura 2019 y los no clasificados. Los punteros de ambos grupos jugarán una final con ventaja deportiva del Grupo A, ya que si pierde la final se deberá jugar otro partido en cancha neutral para decretar campeón al mejor del Grupo B. Luego el campeón (sea del grupo que fuese) enfrentará al campeón del Apertura para establecer al campeón del 2019 de la Liga del Sur.

## Historia

### Fundación
Para inmiscuirse en la historia de la Liga del Sur hay que remontarse a los inicios del deporte en Bahía Blanca. Obsérvese que antes de la primera Olimpíada de la era moderna (Atenas 1896) ya existían manifestaciones deportivas en dicha región. A dos factores se atribuyen esta precocidad en la materia: su condición de localidad portuaria y el advenimiento del ferrocarril. A través del puerto arribaron distintas razas y nacionalidades, las cuales trajeron consigo y volcaron sus inclinaciones atléticas. Cuando llegó el ferrocarril en 1880, se dio un paso fundamental. Los trabajadores ingleses vinculados a esta nueva actividad, sembraron varias disciplinas deportivas apegadas a sus costumbres: críquet (ya desaparecido), atletismo, tenis, básquetbol y fútbol. Estos dos últimos terminarían por imponerse, ejerciendo su hegemonía por sobre las demás disciplinas, de las que todavía quedan algunos rastros.
Prontamente los criollos e hijos de inmigrantes continuaron el camino iniciado por los foráneos. El primer partido de fútbol del que se tiene evidencia data de 1891; según el testimonio de un diario de la época, La Tribuna, tuvo desarrollo en una quinta ubicada entre el cementerio viejo y el ferrocarril Norte. Un año después hay noticias de un cotejo entre empleados ferroviarios de Bahía Blanca y Tres Arroyos. El 1º de noviembre de 1896, como producto de dichas prácticas, surge el Pacific Railway Athletic Club, la institución futbolística más antigua de la ciudad, y una de las pioneras en este deporte a nivel nacional. En esta misma época, Bahía Blanca inició un período de brusco crecimiento poblacional y económico, acompañado también en el campo deportivo por la fundación de nuevas instituciones.
El 12 de junio de 1908 se reunieron en la sede del diario El Porteño los representantes de los clubes Argentino, Porteño, Estudiantes y Bahía Blanca. Formaron parte de dicha asamblea los siguientes deportistas: Francisco Novarro, Esteban Rigamonti, Juan C. Orfila, Hortensio Fretín, Elías G. Hugges, Santiago Medina, Ricardo Petigrew, Ronald C. Moore, Mauricio Letesson, Néstor Villalba, Raúl Villalba, Fernando De Lucca, Rodolfo Muzio, Moisés Schuter, Orfelio Cejas, Alfredo Fernández, Salvador Cámara, Joaquín Cenicola, Alejandro Young y Antonio Olivieri. De esta forma nacía la Liga del Sur, basada en principios federacionistas y alejada de toda contribución oficial. Es sumamente elocuente el hecho de poseer la liga de fútbol más antigua del interior del país, aunque algunos atribuyen ese mérito a la de Rosario, pero lo suyo no fue ininterrumpido.
El primer campeonato tuvo como ganador al desaparecido club Porteños Sud, cuyo equipo inició el camino del fútbol local. Su sucesor en el podio sería nada menos que el Pacific Railway Athletic Club. A medida que fueron transcurriendo los años, varios clubes se afiliaron a la liga durante la década posterior a su creación:
- 1909: Sud, Pacífico y Liniers
- 1911: Olimpo
- 1912: San Martín
- 1914: Club Atlético Soulas (Club Atlético Sansinena Social y Deportivo)
- 1915: Comercial
- 1916: Huracán y Dublin
- 1917: Libertad
- 1918: Peñarol, Estudiantes e Independiente

### La hegemonía del seleccionado local
En 1919 Liniers se consagró campeón, y al año siguiente, Puerto Comercial. En 1921 Olimpo ganó por segunda vez el trofeo Intendente Moore y se adjudicó la Copa Competencia. En la década del '20 ya se destacaban nombres de lustre y la conformación de selecciones poderosas motivaba cotejos extraordinarios. En 1922 un combinado liguista jugó en Buenos Aires ante el seleccionado "B" de la Asociación Argentina y consiguió imponerse 2 a 1 en el marcador. El fútbol invadía todos los terrenos en Bahía Blanca, tal como lo demuestra un ejemplar del diario La Nueva Provincia aparecido en 1923, donde se hace referencia a una ordenanza municipal que prohibía jugar al fútbol en calles y plazas, ante la cotidiana costumbre de algunos aficionados.
En 1926, la Liga del Sur gana la Copa Progreso y la Copa Caronti, siendo también campeón provincial y alcanzando los cuartos de final en el Campeonato Nacional que organizaba la Asociación Argentina. Decía La Nueva Provincia, el 5 de agosto de 1926:

La Liga del Sud y la A. A. disputan anualmente, las copas Caronti y Progreso, que actualmente hállanse en poder de la Liga, por haberlos conquistado frente a teams de la Asociación Argentina de Foot-Ball. Se ha instituido un distintivo de honor para aficionados que representen a la Liga en partidos extraordinarios. Consisten en un botón de esmalte blanco con una franja celeste y el nombre de la Liga y del poseedor. La Liga debe su adelanto a sus clubes afiliados, siendo sus entradas los aportes que estos clubes hacen y a una pequeña subvención comunal, siendo de lamentar que se haya retirado la subvención que el gobierno de la provincia le había asignado y de la cual no llegó a percibir una sola cuota.

Comercial salió campeón en 1927 y en 1928, terminando este último certamen de manera invicta. En aquel entonces la Liga del sur ya incluía bajo su órbita a los clubes más importantes de la región: Pacífico, Liniers, Alem, Olimpo, Soulas de Aguará, Dublín, Comercial, Huracán, Nacional, Independiente, Libertad, Estudiantes, Tiro Federal, Villa Mitre, Rosario y Sporting. Los siguientes son relatos futbolísticos del día 12 de noviembre de 1928: Olimpo 0 - Independiente 0, y Estudiantes 2 - Liniers 1.
Ante reducidísimo número de espectadores se jugó ayer en el field del club Independiente el match por el Campeonato concertado entre el primer cuadro de ese club y el de igual categoría de Olimpo. El fuerte viento reinante, la poca energía y excesiva bondad del referée y la nerviosidad de algunos jugadores y espectadores, contribuyeron a deslucir el encuentro lo que es realmente sensible, pues además de empañar el match contribuye a que los cuadros sufran en cuanto a lo que su potencialidad se refiere por posibles suspensiones de jugadores. El juego se inició a las 16 y 35 bajo la dirección del aficionado Ricardo Pérez. El sorteo de valla fue ganado por el capitán de Independiente, quien resolvió jugar con la ventaja del fuerte viento reinante a su favor y con el sol de frente, y puesta en juego la pelota por Totti, los visitantes llevaron un avnce al campo contrario, avance que fue fácilmente rechazado por Reynoso, pasando el juego al otro extremo del field, donde C. Araujo desvió el tiro final.
Liniers presiona, Estudiantes cede un corner que toma Manfredi, dando ocasión a Martínez a enfilar un potente tiro que salva Oliva, y enseguida Gutiérrez prueba puntería, haciendo un potente tiro que también salva Oliva. Benedetti cede un córner que toma Martínez y aleja un buen momento, Jorge. Otro corner cedido por el citado Regolf, es tomado por Gutiérrez y Nigli ensaya un fuerte tiro al arco que resulta excesivamente alto. Avanzan los delanteros linierenses, y ante un yerro de Disario, Martínez se posesiona de la ball y remata la jugada con un fuerte tiro que resulta ligeramente desviado. A los 17' Liniers consigue su único tanto por intermedio de Ríos que ensaya un tiro largo al arco y que toma de sorpresa a Oliva. Estudiantes efectúa algunas incursiones, notándose tiros de Berrade y Chiavari que resultan desviados. Continúa presionando Liniers y se observa un tiro de Lunghi que no da resultados positivos. Estando en la ofensiva Liniers, termina el tiempo reglamentario con el trunfo del equipo estudiantil por 2 goles contra 1. La defensa alba jugó un gran partido, destacándose Oliva, Concetti y Benedetti, y en la línea delantera Jorge actuó admirablemente. Lo secundaron bien Chiavari y Luisoni. De los vencidos se destacaron Seiro, Gutiérrez, Manfredi y Lunghi. El referée actuó imparcialmente, pero no observó debidamente el juego, dando ello motivo a que se le pasaran inadvertidas algunas infracciones de ambos cuadros.
En los años 1928 y 1929 surgieron poderosos seleccionados locales, esto fue prueba elocuente de la influencia futbolística que esta institución había adquirido en la orbe local. Los clubes tenían escasa participación en el ámbito nacional. Mientras Pacífico se adjudicaba el campeonato local, el combinado liguista se consagraba campeón provincial al derrotar a Pringles 4 a 1.
Durante la década del `30 la implantación del profesionalismo transformó el fútbol a nivel nacional. Algunos jugadores comenzaron a pagar un sueldo por su trabajo, y la liga organizaba torneos de categorías inferiores. Así se creó hasta la sexta división (14 años). Pero en 1934, se produjo un cisma; así Olimpo, Liniers, Pacífico, Comercial, Dublín, Rosario, Villa Mitre, Independiente, Estudiantes y Sporting formaron la Asociación Bahiense de Fútbol. La división duró hasta 1937, cuando fue reelecto como presidente Jorge E. Marks y retornaron los diez clubes (todos de prestigio deportivo y poder económico) que habían abandonado la liga.

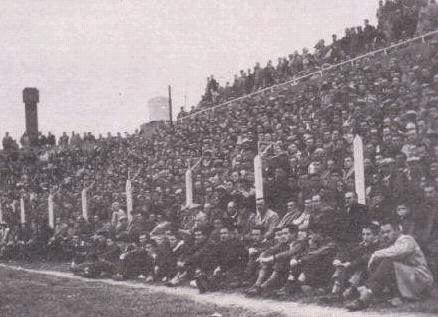
Cancha llena en la década del 40/50.

En 1938 Rosario se convierte en el primer campeón liguista luego de la reunificación. El campeonato provincial regresó en 1941, y la AFA decide que la Liga del Sur no juegue la primera instancia para que defina directamente con el mejor combinado de la zona sur. Esta resolución fue efectuada tomando en cuenta los méritos acumulados en años anteriores. La supremacía en la provincia también fue demostrada por los clubes: Comercial y Villa Mitre ganaron los campeonatos regionales de 1943 y 1944, lo que les dio el derecho a jugar contra San Lorenzo y Newell´s Old Boys de Rosario, respectivamente, por el Campeonato de la República.
La unificación no duró mucho tiempo, y una nueva escisión dio origen a la Liga Sureña (1944-1946). Esta división marcó la pérdida de la hegemonía en la provincia de Buenos Aires. Se inició un período de sequía de éxitos a nivel nacional. La elección de Florencio Valero, en 1948, significó la vuelta a la estabilidad institucional. En el ámbito deportivo, ese año fue el del torneo más largo del que se tenga memoria; Liniers se coronó campeón en dicha ocasión. Varios clubes tuvieron que organizar su reconstrucción luego de la crisis; el caso más llamativo es el del club Olimpo, el cual, bajo la dirección institucional de Roberto Carminatti, pasó de 28 años sin campeonatos a una inusual racha de siete títulos consecutivos (1949-1955). También cabe destacar que en 1953, bajo la presidencia de Enrique Guaita, se inauguró la sede en la que actualmente reside la liga.
El seleccionado liguista volvió a la carga. Con motivo del cincuentenario (1908-1958), la Liga del Sur celebró y jugó un partido con la selección argentina que concurrió al Mundial de Suecia de 1958 y lo ganó por 4 a 3. El día 15 de octubre de 1961, el seleccionado celeste ganó la copa Dr. Adrián Beccar Varela, otorgándole el máximo halago del fútbol del Interior, y posicionándola en el mapa futbolístico nacional. Aquí, una síntesis de los partidos disputados:
| Fecha      | Ciudad rival        | Resultado | Goleadores                                                             |
| ---------- | ------------------- | --------- | ---------------------------------------------------------------------- |
| 4-6-1961   | Tres Arroyos        | 1-0       | Roldán.                                                                |
| 9-6-1961   | Bolívar             | 4-2       | Rupérez, Goroso, Leyría y Nieto. R. A. Palacios (2).                   |
| 18-6-1961  | Mar del Plata       | 1-3       | Gestoso. Zelada, Cornejo y H. González.                                |
| 2-7-1961   | Mar del Plata       | 7-1       | Scavarda, Bescós (e/c), Cicchini, Verdugo (2), Gamero y Ochoa. Zelada. |
| 9-7-1961   | Mar del Plata       | 2-1       | Scavarda y Gamero. Gutiérrez.                                          |
| 23-7-1961  | Corrientes          | 2-0       | Gamero y Fedorczuk.                                                    |
| 30-7-1961  | Posadas             | 3-2       | Verdugo, Cicchini y Nieto. Brítez y Hoster.                            |
| 5-8-1961   | Posadas             | 1-1       | Cicchini (LdS). Brítez (M).                                            |
| 12-10-1961 | Trelew              | 6-2       | Verdugo (3), Cicchini (2) y Fedorczuk. Caneo y Kirs.                   |
| 14-10-1961 | Mendoza             | 2-2       | Cicchini y Ochoa (LdS). E. Fernández y Legrotaglie(M).                 |
| 15-10-1961 | Santiago del Estero | 2-1       | Fedorczuk y Koth. Ayunta.                                              |

En 1962, el combinado liguista vuelve a ganar posiciones en el ámbito provincial, para ceder luego en el argentino ante Comodoro Rivadavia. Ese mismo año, la Liga del Sur representó al fútbol argentino en el Torneo Sudamericano de Clubes del Interior; perdió con Montevideo 2 a 1 y le ganó a Olimpo 3 a 1 y 7 a 0.

### La era de los clubes

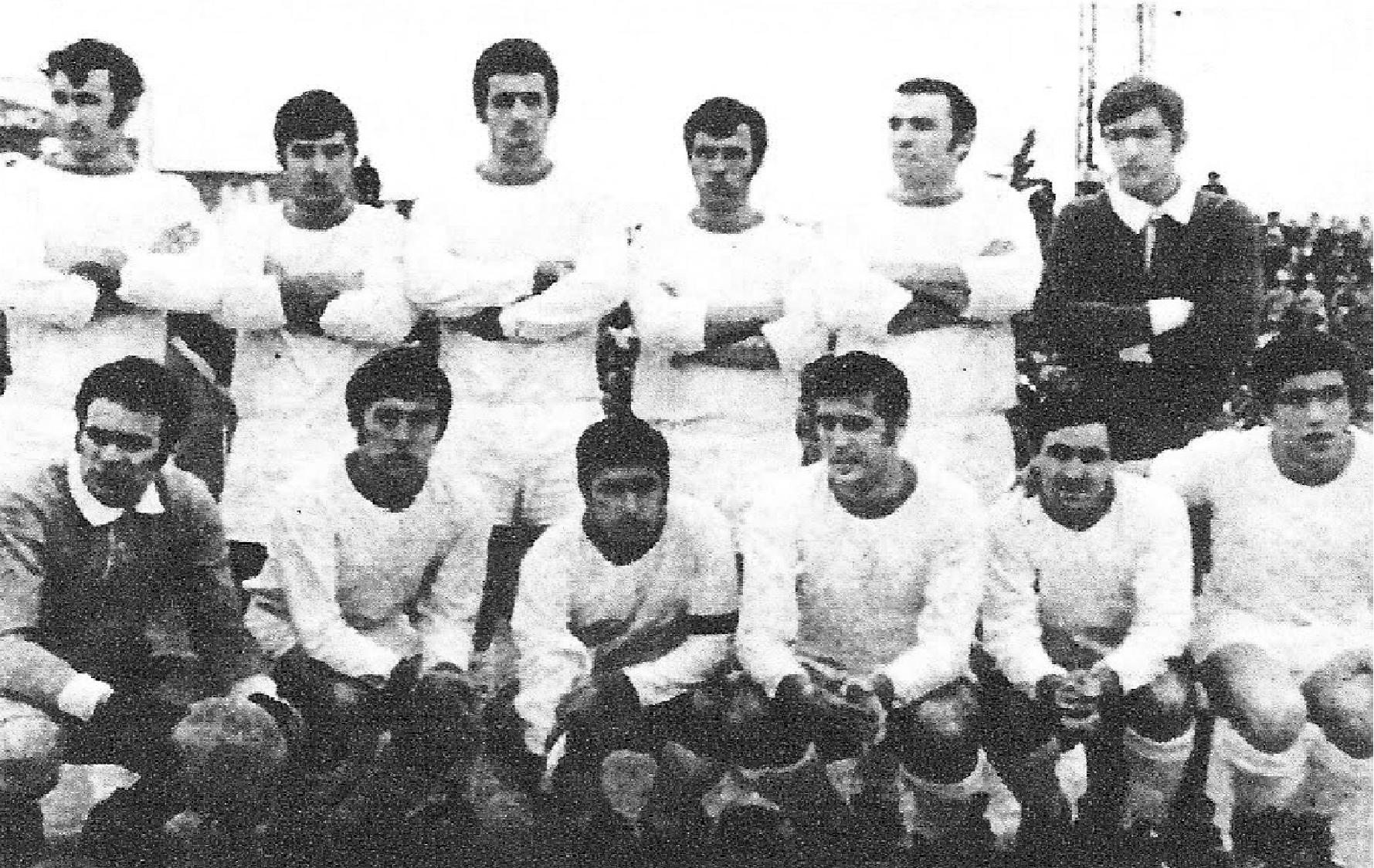
En la foto una de las formaciones de Huracán de Ingeniero White, que ganó el Grupo “D” en el Regional de 1968. Parados: Guinder, Giustini, Becchio, Solís, Rodríguez y Azcoitía. Agachados: Tazara, Rosales, Lucero, Lliteras, Magagna y Ferlich.

La propuesta de Valentín Suárez, en 1967, produjo un cambio repentino en el fútbol argentino. Hasta el momento solo los clubes del Gran Buenos Aires, La Plata, Rosario y Santa Fe podían participar de la Primera División Argentina, en calidad de directamente afiliados a la AFA. Con la creación del Torneo Nacional, los clubes del Interior pudieron jugar eliminatorias para disputar el campeonato de esta categoría. Algunos certámenes constituyeron simples tubos de ensayo, debido a que el sistema se cambiaba temporada tras temporada, y además, los equipos que lograban la clasificación mediante el nuevo sistema caían hasta las últimas posiciones ante los clubes profesionales. Como principal consecuencia, los campeonatos entre selecciones de ligas regionales fueron decayendo en popularidad hasta desaparecer del fútbol mayor (primera división semi-profesional).
En 1968, Huracán dejó en el camino a Comferpet (Chubut) y a San Lorenzo de Mar del Plata en el Torneo Regional, y obtuvo la clasificación al Torneo Nacional. Ese mismo año, se convirtió en el primer club liguista que jugó en la Primera División Argentina. Obtuvo algunas actuaciones elogiables, como el 1 a 0 de local frente a Estudiantes de La Plata, cuando este último venía de salir campeón de la Copa Libertadores de América. Al año siguiente, se organizó la Copa Argentina, entre equipos de la AFA y las ligas regionales. En la primera edición, la Liga del Sur estuvo representada por Sporting, el cual cayó en primera ronda ante Huracán de Parque Patricios. En 1970, última edición de este certamen, Rosario jugó contra Platense, sin poder alcanzar los octavos de final. Huracán volvió a clasificarse al Campeonato Nacional en 1971, dejando en el camino a Estrella de Berisso, Atlético Rivadavia de Necochea y Del Progreso de Mercedes. Terminó el campeonato sin poder ubicarse entre las primeras posiciones. Hacia 1974 el Club Atlético Puerto Comercial tomó la posta en la participación de los Torneos Regionales. El primer rival fue Ramón Santamarina de Tandil, que les ganó el primer partido por el mínimo de un gol, revirtiéndose la suerte por igual diferencia en el encuentro de revancha. Después le sucedieron Atlético Paraná de San Nicolás de los Arroyos y Jorge Newbery de Junín, logrando clasificarse para la disputa del Torneo Nacional. En esta competición, el club portuario recibió enormes goleadas, contando el 13 a 1 ante Banfield, el cual figura en las estadísticas como la mayor goleada en la historia de la Primera División Argentina.
En el ámbito local, se jugaron campeonatos sin descensos hasta 1974; dicho certamen encontró al Club Atlético Liniers jugando por la permanencia en la localidad de Cabildo. Se impuso 1 a 0 frente a Pacífico y consiguió mantenerse en la primera división local. Luego de esto, vino un período caracterizado por la hegemonía de títulos que desarrolló el Club Olimpo durante 13 años consecutivos (1976-1988). En 1978, la selección argentina volvió a Bahía Blanca y disputó un partido con un combinado local: se impuso el equipo nacional por 7 a 1, con goles de Bravo (2), Kempes (2), Larrosa (2) y Oviedo. En los campeonatos liguistas se destacaron equipos que tuvieron participaciones fugaces (un año) en la primera división, como Huracán en 1980, Bella Vista en 1981 o Sansinena en 1982. Olimpo obtuvo una participación en la Liguilla pre Libertadores en 1986. Fue eliminado por Boca Juniors en cuartos de final. Ya en 1988, se resolvió la reforma reglamentaria de los torneos y la incorporación del fútbol infantil.
La década del '90 se abrió con el campeonato de Sporting y el tricampeonato de Villa Mitre (1991-1993). En 1995, retornaron los campeonatos del seleccionado liguista (aunque incluyen solamente la división sub-15); también se crearon los Torneos Argentinos A y B.

## Clubes registrados
| Club                                       | Procedencia          | Estadio                       | Primera Participación | Torneos Ganados |
| ------------------------------------------ | -------------------- | ----------------------------- | --------------------- | --------------- |
| Club Olimpo                                | Bahía Blanca         | Roberto Natalio Carminatti    | ?                     | 28              |
| Club Atlético Liniers                      | Bahía Blanca         | Dr. Alejandro Pérez           | ?                     | 19              |
| Club Atlético Puerto Comercial             | Ingeniero White      | Puerto Comercial              | 1915                  | 14              |
| Club Atlético Sporting                     | Punta Alta           | Enrique Mendizábal            | 1928                  | 12              |
| Club Atlético Pacífico (BB)                | Bahía Blanca         | Adolfo Pirola                 | 1906                  | 10              |
| Club Villa Mitre                           | Bahía Blanca         | El Fortín                     | ?                     | 9               |
| Club Bella Vista                           | Bahía Blanca         | Ignacio Nicolás (La Loma)     | ?                     | 8               |
| Club Rosario Puerto Belgrano               | Punta Alta           | Coloso del Cemento            | 1939                  | 8               |
| Club Tiro Federal                          | Bahía Blanca         | Onofre Pirrone (El Polígono)  | ?                     | 4               |
| Club Atlético Sansinena Social y Deportivo | General Daniel Cerri | Luis Molina                   | ?                     | 4               |
| Club Atlético Huracán                      | Ingeniero White      | Bruno Lentini                 | ?                     | 4               |
| Club Atlético Libertad                     | Bahía Blanca         | Manuel Manzano (El Gasómetro) | ?                     | 1               |
| Club Dublin                                | Bahía Blanca         | Dublin                        | 1916                  | 0               |
| Club Deportivo La Armonía                  | Bahía Blanca         | Hermanos Francani             | ?                     | 0               |
| Club Atlético Pacífico (C)                 | Cabildo              | Carlos Alberto Angelini       | 1969                  | 0               |
| Club Deportivo San Francisco               | Bahía Blanca         | Gustavo Novoa                 | 1997                  | 0               |

## Campeones
Todos los campeones:1956 Libertad

## Títulos por Club
Todos los títulos por club:
(A) =  Torneo Apertura / (C) =  Torneo Clausura
| Club                    | Campeón | Títulos Temporada |
| ----------------------- | ------- | --- |
| Olimpo                  | 28      | 1911, 1921, 1949, 1950, 1951, 1952, 1953, 1954, 1955, 1962, 1965, 1966, 1968, 1976, 1977, 1978, 1979, 1980, 1981, 1982, 1983, 1984, 1985, 1986, 1987, 1988, 1995, 2009. |
| Liniers                 | 20      | 1916, 1919, 1932, 1933, 1934, 1938, 1942, 1948, 1996, 1997, 2005, 2006, 2007, 2011, 2012, 2015(A), 2017(A), 2019(C), 2021, 2024.                                        |
| Comercial               | 14      | 1920, 1924, 1926, 1927, 1928, 1931, 1935, 1936, 1937, 1941, 1943, 1958, 1973, 1989.                                                                                     |
| Sporting                | 12      | 1934, 1935, 1936, 1945, 1963, 1964, 1974, 1990, 1999, 2002, 2018(A), 2019(A).                                                                                           |
| Pacífico                | 10      | 1909, 1912, 1913, 1914, 1917, 1918, 1922, 1925, 1929, 1930. |
| Villa Mitre             | 9       | 1940, 1944, 1991, 1992, 1993, 1994, 1998, 2003, 2017(C). |
| Bella Vista             | 8       | 1957, 1960, 1961, 2000, 2008, 2010, 2016(A), 2023(C). |
| Rosario Puerto Belgrano | 8       | 1939, 1959, 1969, 1971, 1972, 1975, 2001, 2018(C). |
| Huracán                 | 4       | 1967, 1970, 2015(C), 2023(A). |
| Tiro Federal            | 4       | 2004, 2013, 2016(C), 2022. |
| Sansinena               | 4       | 1923, 1946, 2014(A), 2014(C). |
| Porteño                 | 2       | 1908, 1915. |
| Libertad                | 1       | 1956. |
| Ferrocarril Sud         | 1       | 1910. |